# Schwetschkea gymnostoma
Schwetschkea gymnostoma är en bladmossart som beskrevs av Thériot 1907. Schwetschkea gymnostoma ingår i släktet Schwetschkea och familjen Leskeaceae. Inga underarter finns listade i Catalogue of Life.